# イソプロピルアミン
イソプロピルアミンは、化学式 C3H9N|C3H9Nで表されるアルキルアミンの一種。モノイソプロピルアミン、2-アミノプロパンとも呼ばれる。

## 性質
アンモニア臭があり、嗅覚閾値は1.2ppm。引火点は-20℃で、日本の消防法では危険物第4類の特殊引火物に該当する。吸湿性があり、水とは混和する。プロトン化のpKa値は10.63である。

## 製法
イソプロピルアルコールとアンモニアから、ニッケルまたは銅の触媒の存在下でアミノ化することにより得られる。
{\displaystyle {\ce {{(CH3)2CHOH}+ NH3 -> {(CH3)2CHNH2}+ H2O}}}

## 用途
グリホサートやアトラジンなどの除草剤、合成樹脂添加剤、医薬品、ゴム薬品、染料、界面活性剤などの中間原料となる。